# Marília-Formation
Die Marília-Formation ist eine Abfolge kontinentaler Sedimentgesteine aus der Oberkreide, die im südlichen Brasilien aufgeschlossen ist. Sie gehört zur Bauru-Gruppe und befindet sich im Paraná-Becken. Berühmt ist diese lithostratigraphische Formation für ihre Wirbeltierfossilien, welche unter anderem die Überreste von Dinosauriern mit einschließen. Die Formation wird in drei Einheiten (Subformationen) untergliedert – in den Echaporã-Member, den Serra-da-Galga-Member sowie den Ponte-Alta-Member. Im Süden grenzt die São-José-do-Rio-Preto-Formation an.
Bei den Gesteinen der Formation handelt es sich um größtenteils grobkörnige bis konglomeratische Sandsteine, tonigen Siltsteinen sowie Lagen aus Karbonat. Das Klima zur Zeit der Ablagerungen war heiß und trocken. Lange Dürrezeiten wurden von periodischen starken Regenfällen unterbrochen, welche temporäre kleine Seen bildeten. Die Ablagerungen stammen von alluvialen Fächern, Schwemmebenen sowie den kurzlebigen Seen.
Die Formation wird auf das Maastrichtium datiert, basierend auf Fossilien von Charophyten und Ostracoden (Biostratigraphie).

## Fossilinhalt
Für seinen Fossilienreichtum berühmt ist insbesondere die Fundstelle Peirópolis nahe der Stadt Uberaba im brasilianischen Bundesstaat Minas Gerais. Dieses Vorkommen ist bereits seit 1920 bekannt, wurde jedoch erst ab 1947 mit den Feldstudien des Paläontologen Llewellyn Ivor Price eingehender wissenschaftlich untersucht. Wirbeltierfossilien schließen Fische, den Frosch Baurubatrachus, die Eidechse Pristiguana, die Schildkröte Cambaremys, die Krokodile Itasuchus, Peirosaurus und Uberabasuchus sowie theropode und sauropode Dinosaurier mit ein: Theropoden sind mit Überresten von Abelisauriden, Carcharodontosauriden und Maniraptoren vertreten, während Sauropoden durch die Titanosaurier Baurutitan, Trigonosaurus, Uberabatitan und Aeolosaurus vertreten sind.